# 朴烈

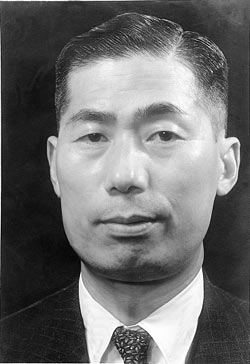
戦後の朴烈

朴 烈（パク・ヨル、ぼく、れつ、朝鮮語: 박열、1902年3月12日 - 1974年1月17日）は、大正時代の朝鮮の社会運動家、ニヒリスト、無政府主義者。本貫は咸陽朴氏。朴 烈はペンネームであり、本名は朴 準植（パク・チュンシク、박준식）。朴烈事件の被告でもあった。在日本大韓民国民団の初代団長で、韓国に帰国後、朝鮮戦争で捕虜となって北朝鮮に連行され、容共に思想矯正された。詳細については不明だが、そこで後に処刑されたと言われている。

## 人物
大韓帝国末期の慶尚北道聞慶郡麻城面の農家に生まれた。三・一運動後、京城第二高等普通学校を中退して1919年に日本へ渡った。
以後、朝鮮を併合した日本への敵意から無政府主義活動に参加、黒濤会、不逞社（ふていしゃ）などを結成、中津川朝鮮人労働者虐殺事件の追及や、雑誌『太い鮮人（ふていせんじん）』（この題名は『不逞鮮人』を後に「改題させられたもの」）を発刊した。この間に朝鮮で暮らしたこともある無政府主義者の日本人の思想家である金子文子と愛人関係となり、同棲した。
1923年の関東大震災の2日後、治安警察法の予防検束を口実にして文子とともに逮捕された。（朴烈事件）
朝鮮独立運動家と思われていた朴烈を取り締まることが目的であったが、特別に反乱を準備していたようなめぼしい証拠はなく、逮捕理由は不十分であった。しかし予審などで朴烈自らが天皇を暗殺しようとしていたと供述したことから、爆発物取締罰則違反から一転して、大逆罪で告発された。1926年3月には死刑判決が下された後、同年4月になって天皇の慈悲による恩赦によって無期懲役に減刑されると、朴烈は激怒した。朴烈は減刑拒否を宣言したが、無視されて無期懲役刑に決まった。なお、獄中で結婚する意向だったがこの三ヶ月後に文子は死亡している。
朴烈は、千葉刑務所に長期服役し最後は秋田刑務所に移ったが、第二次世界大戦で日本が敗戦した後の1945年10月27日まで獄中で過ごすことになった。

### 相次ぐ転向
しばらくは獄中から無政府主義者と連絡して獄中手記を発表していたりしていた。1937年に「日本のために生き、日本のために死ぬ」と思想転向を表明して恭順上申書を刑務所長に提出した。朴烈と上海戦線で戦う日本人海軍陸戦隊兵士との手紙のやり取りは新聞でも報じられ、内鮮融和のプロパガンダに利用された。
なお、千葉刑務所時代には、二・二六事件の決起将校の一人で同じく千葉刑務所に捕らえられていた池田俊彦と出会っている。池田は回顧録の中で朴烈が反日活動をした朝鮮の農民を搾取した日本人の高利貸しの悪行に抗議したかったと述べたことから、朴に共感して『あのような事件を起こした者とは思えぬ温厚な人であった』と評している。
秋田刑務所出獄直前の1945年10月17日には朝日新聞の取材に応じ、「昭和17年、ある動機から転向するに至り、その後は内心から恭順するに至った。転向以来、日本人として生きると誓った以上は、社会が受け入れてくれなくても、自分は日本人として生きたいと思う」と述べている。
出獄すると、無政府主義から反共主義へと転向した。大逆罪を受けたという知名度を用いて、在日朝鮮人の組織の結成を目指して1946年に反共産組織である新朝鮮建設同盟を結成して委員長となり、同年10月3日に在日本朝鮮居留民団を結成して初代団長に就任した。しかし1949年の団長選挙で再選されず、失意の内に大韓民国に帰国した。再選出来なかった背景には同胞からの知名度だけで日本支持に公式転向して、日本敗北で再転向したことへの批判と転向に次ぐ転向で評判と人気が下落して組織内部でも不信感が持たれていたからだとされる。
帰国後は李承晩の勧めで国務委員（大臣に相当）に任命されて政界進出に意欲を見せていたが、翌1950年6月に朝鮮戦争中にソウルを占領した北朝鮮軍に捕えられ、北朝鮮へ連行された。1956年、在北平和統一促進協議会会長に就任。ただし、同協議会は対南宣伝と統一戦略に抑留した韓国人を活用するための意図で、朝鮮戦争当時に拉致された人物を強制的に活用した組織であり、就任が朴の意思によるものかは不明。
1966年6月に雑誌『統一評論』で「共産主義者と私」を発表し、反共から容共に思想転向を表明。北朝鮮の南北平和統一委員会の副委員長を務めるなどしたが、1974年1月17日に死去。田中清玄によると、朴烈はスパイ容疑をかけられて最期は処刑されたと主張している。平壌市龍城区域龍宮一洞の「在北の人の墓域」に埋葬されている。

## 著作
- 『独立指導者朴烈』新朝鮮建設同盟宣伝部〈建同パンフレット3〉、1946年9月29日。NDLJP:3450690。
- 『新朝鮮革命論』中外出版、1948年8月15日。NDLJP:1044937。

## 朴烈を題材とした作品

### 映画
- 金子文子と朴烈（パクヨル）、2017年、監督：イ・ジュンイク、演：イ・ジェフン